# أليس هاريسون
أليس هاريسون (بالإنجليزية: Alice Harrison) هي ممثلة أمريكية، ولدت في سبتمبر 1850 في نيويورك في الولايات المتحدة، وتوفيت في مايو 1896.

## وصلات خارجية
- أليس هاريسون على موقع قاعدة بيانات برودواي على الإنترنت (الإنجليزية)